# Winthemia rubra
Winthemia rubra là một loài ruồi trong họ Tachinidae.